# Pawłowsk (obwód woroneski)
Pawłowsk (ros. Па́вловск) – rosyjskie miasto położone w obwodzie woroneskim. Pawłowsk prawa miejskie otrzymał w roku 1711.